# Цепенюк Ольга Софронівна
Ольга Софронівна Цепенюк (нар. 18 вересня 1952, село Данківці Хотинського району Чернівецької області) — українська радянська діячка, новатор сільськогосподарського виробництва, телятниця колгоспу «Прапор перемоги» Хотинського району Чернівецької області. Депутат Верховної Ради УРСР 10-го скликання.

## Біографія
Закінчила середню школу. Член ВЛКСМ.
З 1968 року — колгоспниця, ланкова комсомольсько-молодіжної ланки, з 1977 року — телятниця колгоспу «Прапор перемоги» села Данківці Хотинського району Чернівецької області.
Обиралася делегатом Х Всесвітнього фестивалю молоді і студентів у Берліні.
З 2007 року — на пенсії в селі Данківці Хотинського району Чернівецької області.

## Нагороди
- орден «Знак Пошани»
- медалі